# 北翟路地道
北翟路地道是一条位于中华人民共和国上海市长宁区的地下快速路，西起外环高速北翟路立交，东至中环路北虹立交，全路段位于北翟路地下，全长2.3公里。
北翟路地道是连接北翟高架路和北横通道的重要快速路，但并非两者的路段之一，而是单独存在。

## 历史
北翟路地道原规划为北翟高架路东段，以高架型式建成，后变更规划为下立交形式并于2015年4月27日开始建设，于2019年10月25日通车。